# GeneCards

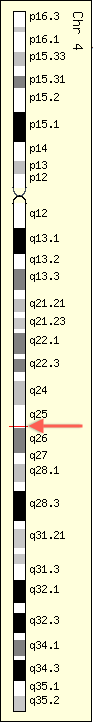
GeneCards展示C4orf21基因的基因組位置：絛帶來自Ensembl，而基因位置來自於GenLoc。紅色的絛帶爲C4orf21基因的位置，紅箭頭使該絛帶更加醒目

GeneCards（中文大意：基因卡片）是一個收錄人基因組、轉錄組、蛋白質組的數據庫。該數據庫亦提供所有已知以及推測的人類基因的功能信息。該數據庫由魏茨曼科學研究學院創立，該數據庫的運作亦由該機構負責。該數據庫旨在爲研究者提供相關基因現有生物醫學信息的速覽，包括基因編碼的蛋白質以及相關疾病。